# پائولا شو
پائولا شو (انگلیسی: Paula Shaw؛ زادهٔ ۱۷ ژوئیهٔ ۱۹۴۱) یک هنرپیشه اهل ایالات متحده آمریکا است.